# Maria Gracjan Simon
Kapł. Janos Maria Gracjan Simon (ur. 16 sierpnia 1916 na Węgrzech, zm. 5 stycznia 1984 w Płocku) – kapłan mariawicki, wikariusz generalny diecezji węgierskiej Kościoła Starokatolickiego Mariawitów, ojciec duchowny Wyższego Seminarium Duchownego w Płocku, administrator miesięcznika Mariawita.
Janos Simon urodził się na Węgrzech 16 sierpnia 1916. Przed przyjęciem do Zgromadzenia Braci Szkolnych był śpiewakiem operetkowym.
W 1940 poznał mariawityzm i był jednym z pierwszych wyznawców mariawityzmu na Węgrzech, po czym wstąpił do seminarium mariawickiego „Cornelius Jassen” w Budapeszcie, gdzie przyjął habit mariawicki otrzymując imiona Maria Gracjan. Święcenia kapłańskie otrzymał 8 czerwca 1946 z rąk biskupa Juliusza Marii Ottona Czernohorskyego. W tym czasie Kościół na Węgrzech posiadał 15 parafii i około 2 tysięcy wiernych. Kapłan M. Gracjan pełnił funkcję proboszcza w dwóch z nich, a także przez jakiś czas wikariusza generalnego bpa Marii Ottona. Kościół Starokatolicki Mariawitów na Węgrzech został 27 grudnia 1948 zdelegalizowany przez władze komunistyczne. Duchowni pod groźbą więzienia otrzymali zakaz sprawowania posługi duszpasterskiej. Pomimo tego, kapłan Gracjan zorganizował w swoim mieszkaniu prywatną kaplicę, w której odprawiał nabożeństwa. Przyjaciele jego ojca (wówczas już nieżyjącego), którzy byli oficerami wojskowymi, poinformowali kapłana Gracjana, że jest śledzony przez tajną policję. Aby uniknąć represji ułatwiają mu zatrudnienie w fabryce na posadzie palacza w kotłowni. Jakiś czas później władze pozwalają awansować go na brygadzistę. Wkrótce kapłan mógł objąć posadę urzędnika.
W czasie odwilży politycznej zaczyna przyjeżdżać do klasztoru przy Świątyni Miłosierdzia i Miłości w Płocku. Na stałe do Płocka przybywa w 1969. Dzięki dość dobrej znajomości języka polskiego kapł. M. Gracjan pełnił funkcję ojca duchownego kleryków w seminarium duchownym czy administratora miesięcznika „Mariawita”. Pomagał także w obsłudze duszpasterskiej parafii katedralnej. Zmarł w klasztorze płockim 5 stycznia 1984. Spoczywa na cmentarzu parafialnym w Płocku.